# Geoffrey de Geneville, 1. Baron Geneville
Geoffrey de Geneville, 1. Baron Geneville, auch Gottfried von Joinville (* zwischen 1225 und 1233; † 21. Oktober 1314 in Trim), war ein anglo-französischer Adliger. Er diente den englischen Königen als Militär und Beamter, unter anderem als Justiciar of Ireland.

## Herkunft
Geoffrey de Geneville stammte aus der französischen Champagne und war ein Angehöriger des Adelsgeschlechts Joinville. Er war ein jüngerer Sohn des französischen Adligen Simon von Joinville und dessen Frau Béatrice, einer Tochter von Graf Stephan III. von Auxanne. Genevilles ältester Bruder Jean de Joinville verfasste später eine Biografie des französischen Königs Ludwig IX. Seine Halbschwester Agnes von Faucigny heiratete Peter von Savoyen, einen Onkel der englischen Königin Eleonore von der Provence. Genevilles Vater starb 1233, worauf seine Mutter Vaucouleurs als Witwensitz übernahm. Später bezeichnete sich Geneville selbst als Herr von Vaucouleurs.

## Aufstieg in England und Rolle während des Kriegs der Barone

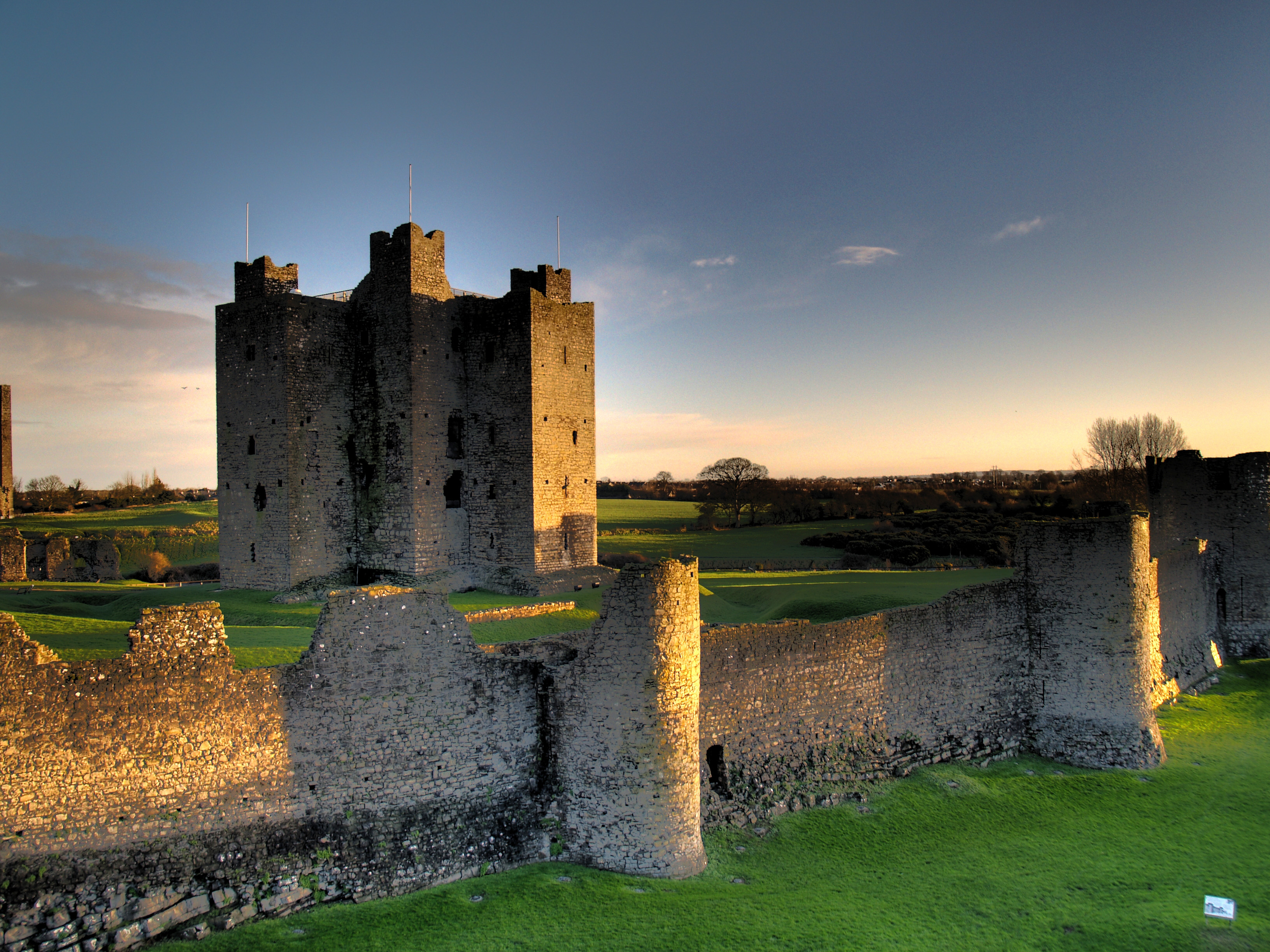
Das von Geneville ausgebaute Trim Castle

Wohl im Gefolge seines Onkels Peter von Savoyen kam Geneville 1251 nach England. Um diese Zeit hatten die Savoyarden, die Verwandten der Königin, großen Einfluss am Königshof, und Geneville wurde ein enger Freund des Thronfolgers Lord Eduard. Dank des Einflusses von Peter von Savoyen konnte er vor 1252 Matilda de Briouze heiraten, die Witwe von Pierre de Genevre († 1249), der als Sohn von Graf Humbert von Genf ein weiterer Savoyarde gewesen war. Genevilles Frau war eine Enkelin und Teilerbin von Walter de Lacy, Lord of Meath († 1241). Durch die Heirat erwarb er so Besitzungen in den Welsh Marches, zu denen Ludlow und die Baronie Ewyas Lacy gehörten. Vor allem erwarb er aber Besitzungen in Irland, wo seine Frau die Hälfte von Meath erbte. Zum Mittelpunkt seiner irischen Besitzungen wurde das königliche Trim Castle, zu dessen Verwalter ihn König Heinrich III. ernannte. In Irland bemühte sich Geneville, seine Herrschaft auszubauen, und der König bestätigte schließlich die Privilegien der Herrschaft Trim, die König Heinrich II. im 12. Jahrhundert den Vorfahren seiner Frau gegeben hatte. 1264 gehörte Geneville dem ersten irischen Parlament an. Als während des Zweiten Kriegs der Barone der Thronfolger Lord Eduard 1265 seinen Bewachern entkommen konnte, suchte er zunächst in Genevilles Burg Ludlow Castle Zuflucht. Danach zog er weiter in die Welsh Marches. Geneville stellte daraufhin in Irland eine Streitmacht gegen die dortigen Anhänger der Regierung der Barone auf. Dann gelang es ihm, Richard de la Rochelle, den in Gefangenschaft befindlichen Vertreter Eduards in Irland freizubekommen. Schließlich schlug er vor, dass alle Parteien ihre irischen Besitzungen zurückerhalten sollten, die sie zu Beginn des Kriegs der Barone besessen hatten. Damit hatte Geneville äußerst geschickt und gewaltlos die Unterstützung zahlreicher irischer Barone für Eduard gewonnen. Aus Irland setzte eine ansehnliche Streitmacht in die Welsh Marches über, die sich Lord Eduard anschloss und für ihn in der Schlacht von Evesham, dem entscheidenden Sieg der königlichen Partei im Krieg der Barone kämpfte. Nach dem Ende des Kriegs der Barone war er 1267 an den Verhandlungen in Wales beteiligt, die zum Vertrag von Montgomery führten.

## Teilnahme am Kreuzzug und Dienst als Justiciar of Ireland
Zusammen mit seinem Bruder William nahm Geneville 1270 am Kreuzzug des Prinzen Eduard teil. Während der Thronfolger auf der Rückreise von Palästina zunächst in die Gascogne reiste, kehrte Geneville nach England zurück. Lord Eduard war inzwischen Nachfolger seines verstorbenen Vaters als König geworden. Noch von der Gascogne aus ernannte er Geneville 1273 zum Justiciar of Ireland. Ähnlich wie in England durch das Verfahren Quo Warranto wollte der König auch in Irland die Rechte und Privilegien der Barone überprüfen lassen. Obwohl Geneville in seinem Amt umfassende Vollmachten hatte und vom König erheblich finanziell unterstützt wurde, blieben seine Versuche, von den Baronen zu Unrecht erworbene Rechte zurückzufordern, weitestgehend erfolglos. Dazu konnte er der Rebellion der irischen Bevölkerung in den Wicklow Mountains nicht Herr werden. Bereits 1274 wurde er von den Rebellen geschlagen, und 1276 erlitt er nach dem Entsatz einer Burg in Leix zusammen mit Thomas de Clare und Maurice FitzGerald, 3. Lord of Offaly bei Glenmalure eine weitere Niederlage. Daraufhin wurde er als Justiciar durch Robert d’Ufford abgelöst.

## Ausbau seiner irischen Besitzungen
Zurück in England, nahm er von 1276 bis 1277 und von 1282 bis 1283 an den beiden Feldzügen Eduards I. zur Eroberung von Wales teil. Sein Hauptinteresse lag jedoch bei seinen irischen Besitzungen. Er ließ Trim Castle weiter ausbauen, während er 1283 seine englischen Besitzungen an seinen ältesten Sohn Peter übergab. In den 1290er Jahren hatte Geneville jedoch mehrfach Streit mit der königlichen Regierung in Dublin. Wegen einer umstrittenen Inhaftierung durch Geneville übernahm die Regierung 1293 die Verwaltung von Trim, und erst 1295 erhielt Geneville die Verwaltung vom König aufgrund seiner Dienste in Wales zurück. 1302 wurde die Verwaltung von Trim erneut von königlichen Beamten übernommen, doch der König unterstützte nicht, wie üblich, seine Beamten, sondern bestätigte Genevilles Privilegien. Nach langem Rechtsstreit erhielt Geneville so Trim zurück, während beispielsweise die Rechte von Theobald de Verdon, dem Erben der anderen Hälfte von Meath, eingeschränkt wurden.

## Weiterer Dienst als Diplomat und Militär
Trotz seines Engagements in Irland diente Geneville dem König weiter als Diplomat und Unterhändler. 1280 reiste er als Vertreter des Königs an den französischen Hof nach Paris. Er überwinterte in Vaucouleurs und kehrte 1282 nach England zurück. 1290 und 1300 reiste er als Gesandter zur päpstlichen Kurie, und 1298 und 1299 gehörte er zur englischen Delegation bei den Verhandlungen zur Beendigung des Französisch-Englischen Kriegs. Zu Beginn des Krieges hatte er 1294 seine französischen Besitzungen seinem jüngeren Sohn Gautier übertragen, die damit von den englischen und irischen Besitzungen getrennt wurden. Als es während des Krieges in England 1297 zu einer schweren innenpolitischen Krise kam, spielte Geneville eine wichtige Rolle. Angesichts der erneuten Forderung des Königs nach neuen Steuern und Soldaten rebellierte eine Gruppe von Magnaten gegen den König. Ihre Führer waren Roger Bigod, 5. Earl of Norfolk und Humphrey de Bohun, 3. Earl of Hereford, die sich weigerten, ihrer Aufgabe als Marshal bzw. als Constable nachzukommen und die Musterung der nach London einberufenen Truppen vorzunehmen. Der König entließ sie daraufhin aus ihren Ämtern und übergab Thomas de Berkeley das Amt des Constable und Geneville das Amt des Marshals. Geneville hatte bereits während des Feldzugs von 1282 nach Wales Bigod als Marshal unterstützt und führte nun zusammen mit Berkeley die Musterung durch. Nach der Beilegung der Krise übertrug der König die Ämter wieder an Bigod und Bohun. Anschließend nahm Geneville am Feldzug des Königs nach Flandern teil. Der dankbare König berief Geneville zwischen Februar 1299 und November 1306 mehrfach durch persönliche Ladung zu den Parlamentsversammlungen, so dass er als Baron Geneville gilt. Als alter Mann zog er sich 1308 in die von ihm 1263 gegründete Dominikanerniederlassung von Trim zurück, wo er nach seinem Tod auch beigesetzt wurde.

## Familie und Nachkommen
Mit seiner Frau Matilda hatte Geneville sieben Kinder:
1. Geoffroy de Joinville (starb jung)
2. Pierre de Joinville (Piers de Geneville) († um 1292), Lord of Ludlow und Walterstone; ⚭ Jeanne de Lusignan († 1323), eine Tochter von Hugo XII. von Lusignan
  1. Joan de Geneville (* 2. Februar 1286, † 19. Oktober 1356), Erbin von Ludlow, Walterstone, Meath und Trim; ⚭ Roger Mortimer, 1. Earl of March
  2. Maud de Geneville, Nonne in der Abtei Aconbury
  3. Beatrice de Geneville, Nonne in der Abtei Aconbury
3. Gautier de Joinville († 1304, gefallen im Französisch-Flämischen Krieg), Herr von Vaucouleurs
  1. Jean de Joinville († nach 1334), Herr von Vaucouleurs, tauschte Vaucouleurs für Méry-sur-Seine ein
    1. Anseau de Joinville, Herr von Méry-sur-Seine
      1.  ? Simonette de Méry († nach 1402), mit Charles de Poitiers († 1419), Herr von Saint-Vallier

    2. Amédée de Joinville, Herr von Méry-sur-Seine
      1. Marguerite de Joinville, Herrin von Méry-sur-Seine († nach Juli 1416), ⚭ Hugues VI. d’Amboise († 1406), Herr von Chaumont
      2.  ? Laure de Joinville, Herrin von Méry-sur-Seine, mit N. d’Arcelles

  2. Érard de Joinville, Herr von Doulevant, kämpfte 1346 bei Crécy
    1. Marguerite de Joinville, ⚭ Hugues d’Amboise, Herr von La Maisonfort
4. Simon de Joinville († nach 1329), ⚭ Jeanne Fitzlyon
  1. Nicolas de Joinville († 1324), bestattet in der Abtei von Trim
5. Nicolas de Joinville († nach 1336), Herr von Morancourt und Miglionico
6. Guillaume de Joinville († wohl 1322), Herr von Beauregard
7. Jeanne de Joinville, ⚭ Graf Johann I. von Salm

Geneville überlebte seine Frau, die am 11. April 1304 starb, und seine beiden Söhne Geoffrey und Piers. Die Besitzungen in England und Irland erbte Pierres älteste Tochter Joan, die Roger Mortimer of Wigmore heiratete. Die von Geoffreys zweitem Sohn Gautier in Vaucouleurs begründete Linie blieb unter dem alten Familiennamen Joinville noch für zwei Generationen dort ansässig. Vaucouleurs wurde dabei 1299 der französischen Lehnshoheit unterstellt. 1334 gab die Familie die Burg auf, die das Familienoberhaupt Anseau an die französische Krone abtrat. Die Joinvilles von Vaucouleurs erhielten zum Ausgleich Burgen in der Champagne. Der jüngere Sohn Nicolas engagierte sich für das Haus Anjou im Kampf gegen die Aragonesen im Königreich Neapel, wo er ihm als Lohn einige Lehen verliehen wurden. Doch blieb er dort nicht sesshaft und starb in Frankreich.